# Pinheiro (Felgueiras)
Pinheiro est une freguesia (« paroisse civile ») du Portugal, rattachée au concelho (« municipalité ») de Felgueiras et située dans le district de Porto et al région Nord.

## Organes de la paroisse
- L'assemblée de paroisse est présidée par Manuel Joaquim Fonseca Teixeira (groupe "PS").
- Le conseil de paroisse est présidé par Armando da Cunha Marques (groupe "PS").